# Institut de recherche sur l'enseignement des mathématiques
Un Institut de recherche sur l'enseignement des mathématiques (IREM) est un centre de recherche et de formation universitaire voué à la didactique des mathématiques. Les IREM « associent des enseignants du primaire, du secondaire et du supérieur, pour effectuer en commun des recherches sur l’enseignement des mathématiques et assurer ainsi des formations de professeurs s’appuyant fortement sur la recherche ».

## Historique
Le premier IREM apparaît à Paris en 1969 à l'initiative de l'APMEP suivant les idées de Gilbert Walusinski (1915-2006) lorsque les problématiques liées à la massification de l'enseignement amènent à considérer de nouvelles perspectives pédagogiques. André Revuz, professeur honoraire à la Faculté des sciences de Paris puis à l'université Paris Diderot, fonde ainsi et dirige l'IREM de Paris, devenu plus tard l'IREM Paris-Diderot.
Il existe actuellement 36 IREM (dont 28 en France et 8 à l'étranger) fonctionnant tous en réseau. Le réseau des IREM est structuré autour de deux instances : l'Assemblée des directeurs d'IREM (ADIREM) dont l'actuelle présidente est Marie-Line Chabanol (Université de Bordeaux) et le Conseil Scientifique des IREM (CS IREM) dont l'actuel président est Thierry Horsin.

## Recherche
Les partenariats en sont nombreux, que ce soit avec les centres de recherche (DIDIREM puis LDAR (laboratoire de didactique André Revuz de Paris-Diderot), INRP puis l'IFé), les associations de professeurs (Association des professeurs de mathématiques de l'enseignement public, ANRP), les sociétés savantes (SMF, SMAI, SFdS, SIF) et même les IUFM et les INSPÉ.

## Publications
Le réseau des IREM est à l'origine de nombreuses publications ayant pour thème l'enseignement des mathématiques. Parmi elles :
- Des revues à diffusion nationale et internationale :
  - Repères_IREM est la revue du réseau, sous le patronage de l'ADIREM.
  - Grand_N et Petit_X sont éditées par l'IREM de Grenoble.
  - RadiX également porté par l'IREM de Grenoble.
- Des bulletins locaux édités par leurs IREM respectifs :
  - Feuille @ problèmes à Lyon
  - L'autan (anciennement Fil d'ariane) à Toulouse
  - La feuille de vigne à Dijon
  - Le Miroir des maths à Caen